# Korșîliv, Zboriv
Korșîliv (în ucraineană Коршилів) este un sat în comuna Zaruddea din raionul Zboriv, regiunea Ternopil, Ucraina.

## Demografie
Componența lingvistică a localității Korșîliv
     Ucraineană (99,23%)
     Alte limbi (0,77%)
Conform recensământului din 2001, majoritatea populației localității Korșîliv era vorbitoare de ucraineană (99,23%), existând în minoritate și vorbitori de alte limbi.